# Stereodon rufescens
Stereodon rufescens là một loài Rêu trong họ Hypnaceae. Loài này được (Dicks. ex Brid.) Mitt. mô tả khoa học đầu tiên năm 1864.